# Mercedes Calderón
Mercedes Calderón Martínez (1 de septiembre de 1965) es una exjugadora de voleibol cubana. Fue campeona Olímpica en Barcelona 1992. 